# Vela (satèl·lit)

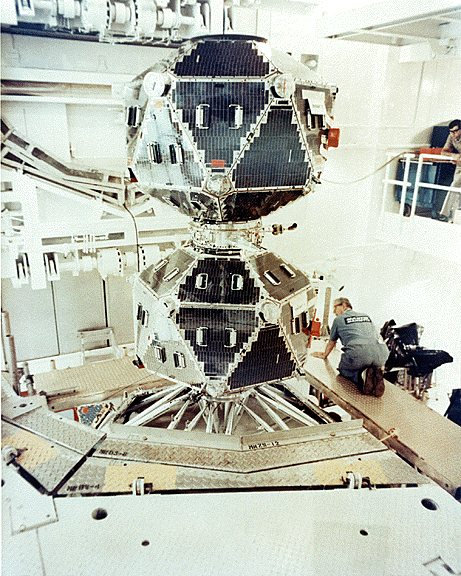
Els satèl·lits Vela-5A/B en la seva sala blanca. Els dos satèl·lits, A i B, van ser separats després del seu llançament.

Vela, va ser el nom d'un grup de satèl·lits desenvolupats com a element del Vela Hotel del Projecte Vela dels Estats Units per vigilar el compliment del Tractat de prohibició parcial de proves nuclears de 1963 per part de la Unió Soviètica. Vela és l'abreviatura de vetllador, significat de "vigilant nocturn" en català.
Vela que va començar com un petit programa d'investigació amb pressupost reduït en 1959. Es va acabar 26 anys més tard com un sistema espacial militar amb èxit i rendible, que també va proporcionar les dades científiques sobre les fonts naturals de radiació espacial. En la dècada de 1970, la missió de detecció nuclear va passar a mans del sistema de Defense Support Program (DSP), i en la dècada de 1980, millorat pels sistemes de satèl·lits de Global Positioning System (GPS). El programa ara s'anomena Integrated Operational Nuclear Detection System (IONDS).